# Гурвич, Георгий Семёнович
Георгий Семёнович Гурвич (13 ноября 1886, Одесса — 1964) — юрист, специалист по государственному праву в Европе и США; доктор юридических наук (1940), профессор кафедры публичного права факультета общественных наук; декан юридического факультета МГУ (1921—1924); в 1924—1926 годах преподавал в Белорусском государственном университете. Автор статей в БСЭ.

## Биография
Георгий Гурвич родился 13 ноября 1886 года в Одессе; в период с 1922 по 1925 год он являлся профессором кафедры публичного права, относившейся к факультету общественных наук (ФОН) Московского государственного университета имени М. В. Ломоносова; состоял деканом юридического факультета МГУ с 1921 по 1924 год. Затем, в 1924—1926 годах, он преподавал в Белорусском государственном университете в Минске. В 1925 году Гурвич стал профессором юридического факультета МГУ (факультета советского права) на кафедры государственного права СССР и государственного права буржуазных стран. В 1930 году стал председателем союзной секции Института советского строительства при Российской ассоциации научно-исследовательских институтов общественных наук (РАНИОН).
Во время Второй мировой войны, в 1940 году, Георгий Гурвич успешно защитил докторскую диссертацию на тему «Соединённые Штаты Америки. Классы, партии, государство» — стал доктором юридических наук. Для первого издания Большой советской энциклопедии (БСЭ), вышедшего в 1926 году, им были написаны статьи «Автономия», «Автономная советская социалистическая область» и «Автономная советская социалистическая республика» (первый том).
Скончался в 1964 году. Похоронен на Ваганьковском кладбище (12 уч.).

## Работы
Георгий Гурвич специализировался на советском государственном праве:
- «Руссо и декларация прав. Идея неотъемлемых прав индивида» (1918)
- «История советской конституции» (1923)
- «Нравственность и право» (1924)
- «Политический строй современных государств. Англия» (1927)
- «Политический строй современных государств. Соединённые Штаты Америки» (1928)
- «Политический строй современных государств. Франция» (1929)